# رشته‌کوه دونگوز تو
رشته‌کوه دونگوز تو (به لاتین: Donguz-Too) یک رشته‌کوه در قرقیزستان است که در استان اوش واقع شده است. رشته‌کوه دونگوز تو ۲٬۳۵۴ متر بالاتر از سطح دریا واقع شده است.